# فلاديسلاف الثالث
فلاديسلاف الثالث (31 أكتوبر 1424 - 10 نوفمبر 1444)، المعروف أيضا باسم فلاديسلاف فارنا أو أولازلو . كان ملك بولندا من 1434م، وملك المجر وكرواتيا في الفترة من 1440م حتى وفاته في معركة فارنا.

## ملك بولندا
فلاديسلاف الثالث خلف والده الذي توفي في 1 يونيو 1434م. و كان عنده 10 سنوات فقط عندما توج ملك بولندا، في 25 يوليو 1434م، قام رجل من نبلاء القصر وهو سبيتكو الملستيني، والتي شكل كونفدرالية الهوسيين في 1429م، قام بتوقيف حفل التتويج. 

لم يكن الملك الشاب يحكم البلاد، وكان أسقف كراكوف زبيغنيو اوليزنيكي الذي تصرف نائبا لجلالة الملك. في 4 مايو 1439م، هزم سبيتكو من طرف جيش زبيغنيو، وقتل في معركة غروتنيكي. تميزت هذه الهزيمة بنهاية للمعارضة في بولندا وتوطيد سلطة الملك الشاب وقام مجلس النواب بإعلان فلاديسلاف للتو ملكا.

## ملك المجر
بينما المجر تحت تهديد متزايد من الدولة العثمانية، توفي ألبرت الثاني ملك ألمانيا وملك المجر في 27 أكتوبر 1439م. وليس لديه وريث بالغ لان ابنه لازلو اليتيم، ولد للتو في 22 فبراير. ترشح فلاديسلاف لحكم المجر في مقابل مساعدته في تنظيم حملة صليبية، البابا إيجين الرابع دعم ترشيح فلاديسلاف الثالث وتوج ملك المجر تحت اسم أولازلو الأول المجري في 15 مايو 1440 في فيزيغراد. 

اتحد البلدين في الحرب ضد الدولة العثمانية. الحملة الطويلة بقيادة فلاديسلاف الثالث ويوحنا هونياد، اجبرت السلطان مراد الثاني على التوقيع على هدنة لمدة عشر سنوات . وصدقت على معاهدة 15 أغسطس 1444 في فراد. و شرع مراد الثاني ينبذ لفتح بلغراد. لكن البابا إيجين الرابع أصدر مرسوماً بابوياً في 16 يناير 1443م ضد العثمانيين، فسلم له فلاديسلاف اليمين وعهد بقيادة حملة صليبية جديدة.

## معركة فارنا
وقعت معركة فارنا في 10 نوفمبر 1444 م بالقرب من مدينة فارنا البلغارية بين الدولة العثمانية بقيادة السلطان مراد الثاني وبين القوات الصليبية شاركت فيها المجر وكولونية وألمانيا وفرنسا والبندقية وبيزنطة وبيرجوذريا بقيادة يوحنا هونياد واختير الملك البولندي فلاديسلاف الثالث قائدا شرفيا للجيوش الأوروبية.

والتقى الجيشان في مدينة فارنا على شاطئ البحر الأسود، فانتصر الجيش المسلم انتصارا ساحقا في هذه المعركة وقُتل فيها الملك المجري فلاديسلاف وهرب القائد العام يوحنا هونياد من المعركة وقتل حوالي 15 ألف مقاتل من قوات الجيوش الصليبية.

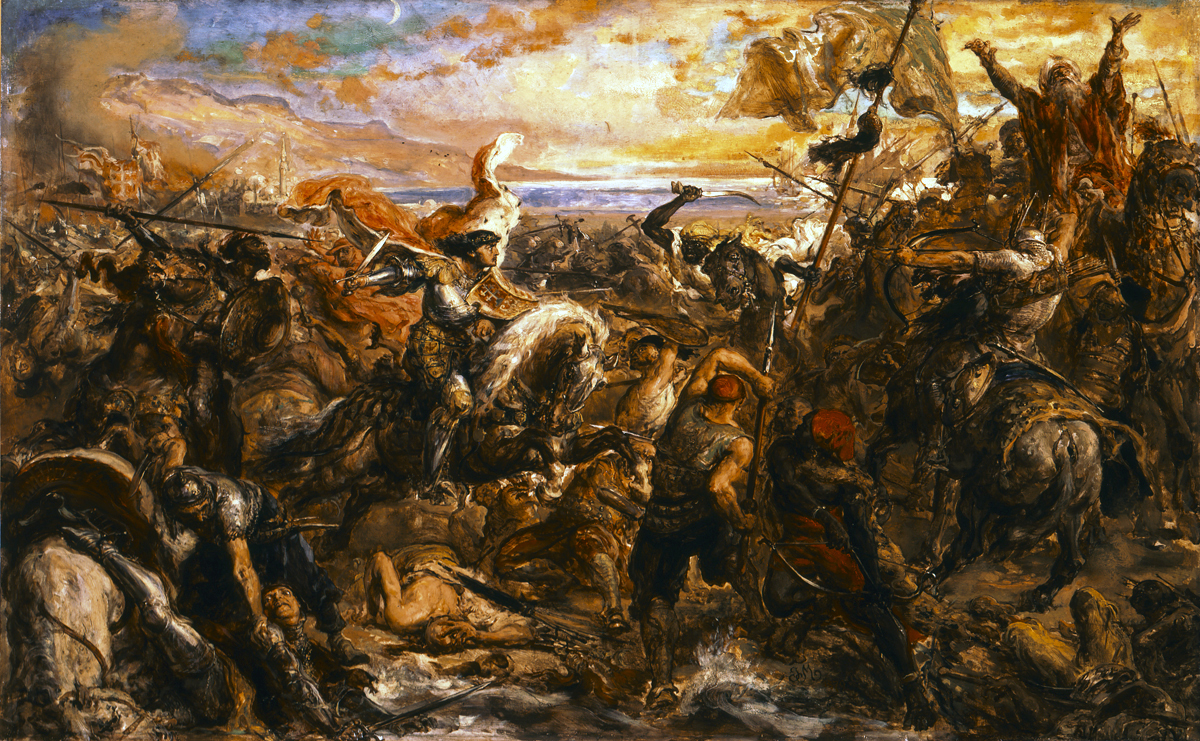
معركة فارنا التي قُتل فيها الملك فلاديسلاف الثالث.

## الوراثة
بعد مقتل الملك فلاديسلاف الثالث في معركة فارنا وخسارة الصليبيين ورث ابن ألبرت الثاني ملك ألمانيا عرش مملكة المجر وهو بعمر 4 سنوات فقط، في حين ورث شقيقه الأصغر كازيمير الرابع عرش البولندي بعد ثلاثة سنوات.

## معرض صور

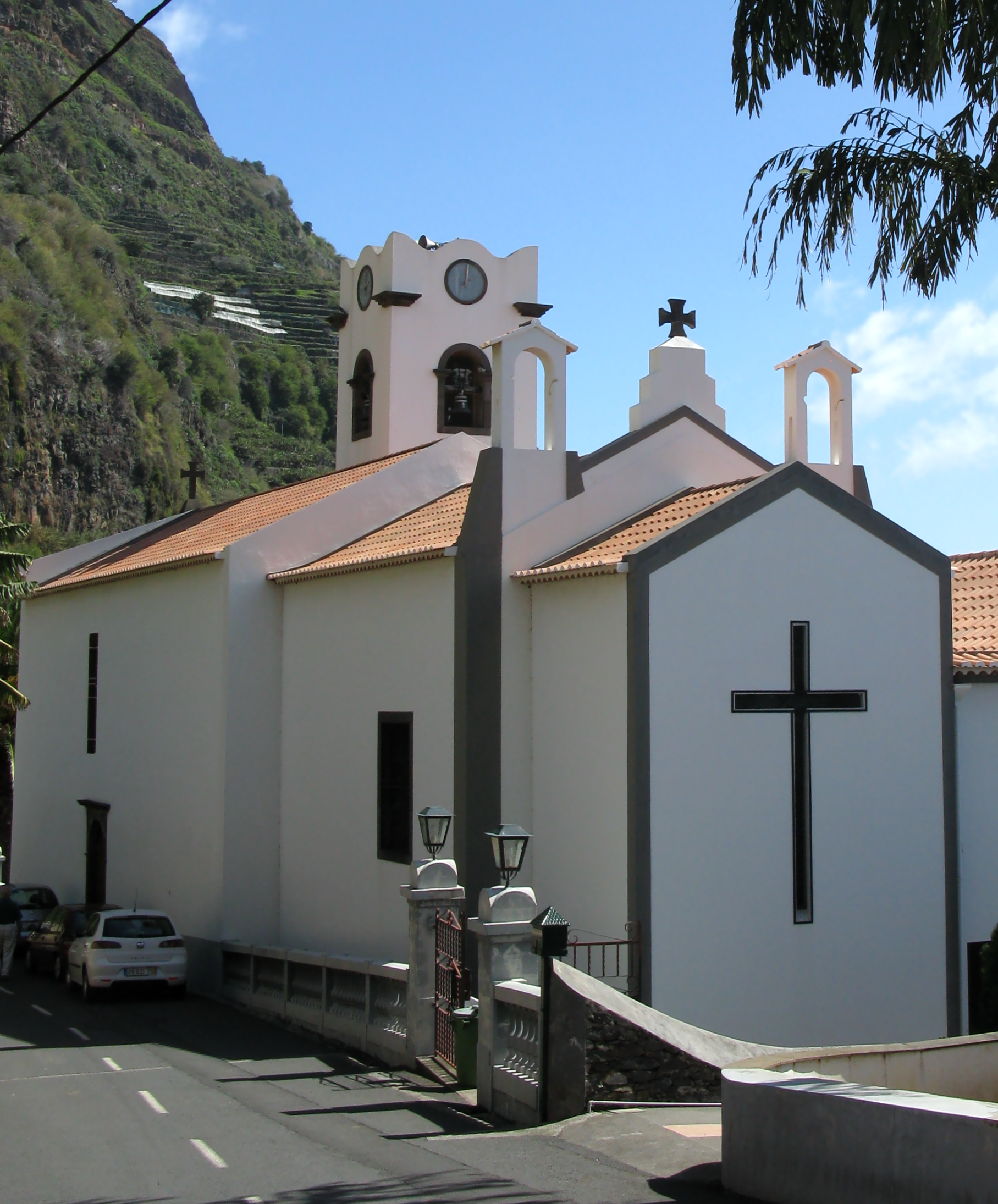
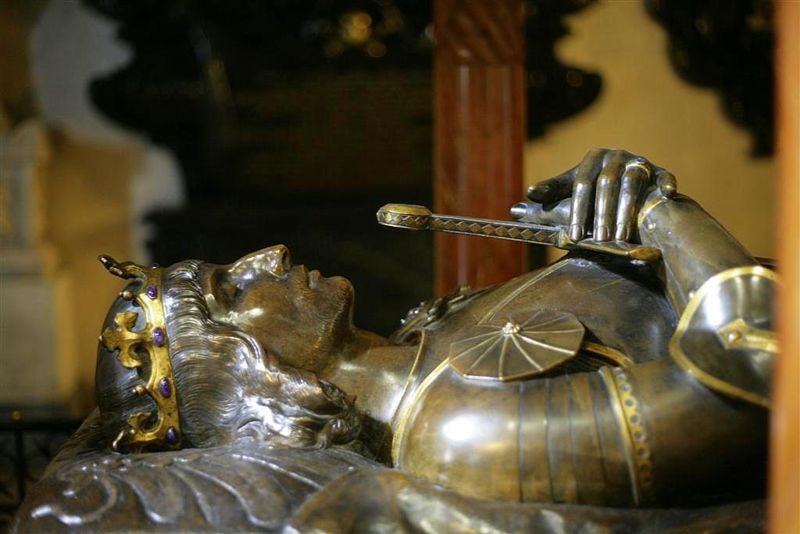
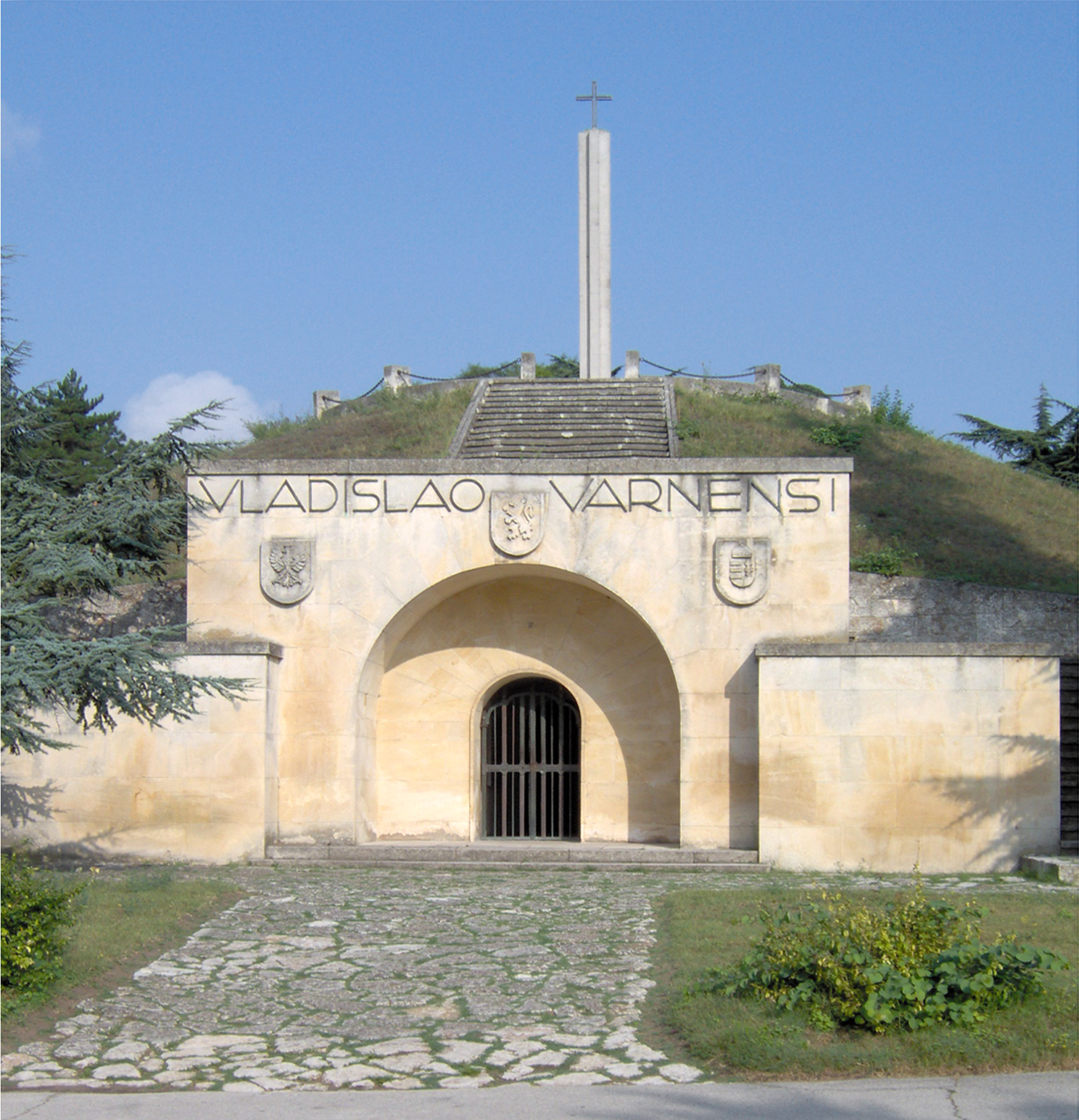
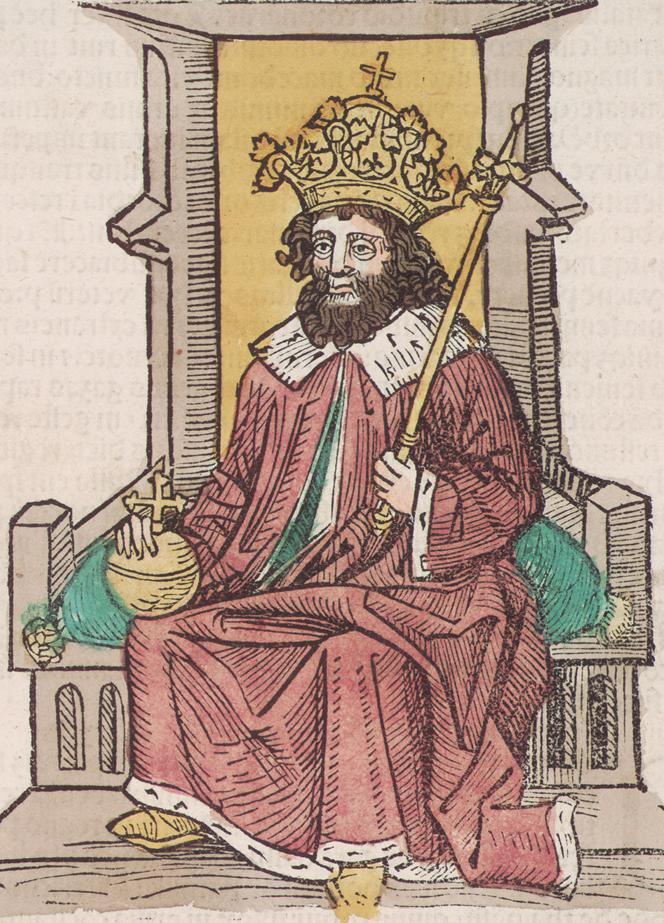
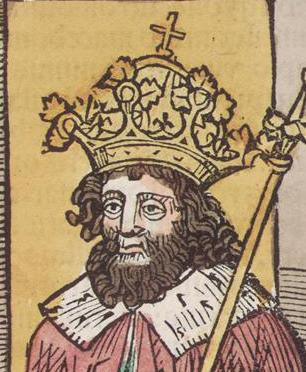